# Trần Ngọc Sơn
Trần Ngọc Sơn (sinh ngày 29 tháng 10 năm 1996) là một cầu thủ bóng đá người Việt Nam hiện thi đấu ở vị trí tiền vệ cho câu lạc bộ Viettel tại V.League 1.

## Danh hiệu

### Câu lạc bộ
Viettel F.C
- V.League 2

 Á quân : 2016
 Vô địch : 2018